# Ferrandine
La ferrandine est un type de tissu dont la chaîne est en soie et la trame en laine, voire en poil ou en coton. Fabriquée par un ferrandinier, elle doit son nom à un certain Ferrand, son inventeur.